# Soldadinho de chumbo

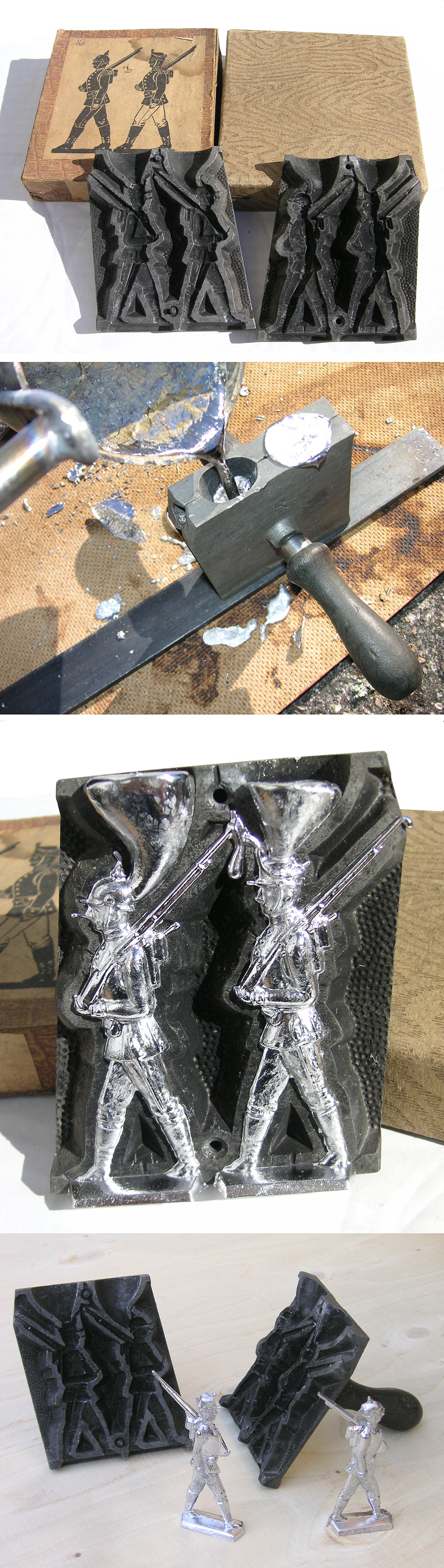
Processo artesanal de fabricação de soldadinhos de chumbo

Soldadinhos de chumbo são miniaturas de figura humana, geralmente militares, extremamente popular entre colecionadores. Essas miniaturas podem ser compradas já prontas ou num estado bruto para serem completadas artesanalmente à mão. 
Na década de 1960, devido o perigo de saturnismo, foi proibido a comercialização de figuras de chumbo. Atualmente os "soldadinhos de chumbo" são produzidos em variados tipos de ligas metálicas (peltre, estanho, etc.) ou mesmo plásticos.

## Origem
Miniaturas de figuras humanas já foram encontradas nos túmulos de Faraós, na China (há 5.000 anos aproximadamente) e na Grécia antiga, produzidas em barro, madeira, pedra.
A partir do século XVI surgiram as primeiras figuras em chumbo. E no século XVIII, na Inglaterra, a Empresa Newton começou a comercializar figuras militares em chumbo que representavam o Exército Britânico e o Francês.
Até o início do século XX as figuras eram produzidas apenas em chumbo, mas por volta de 1910 surgiu um material batizado de “composto” que era uma mistura de serragem de madeira e cola que se tornou muito popular. Porém as figuras eram muito rústicas e com poucos detalhes.
Após a Segunda Guerra Mundial alguns fabricantes optaram pelo plástico. Um material mais barato que estava se popularizando na época. Vários fabricantes surgiram e as figuras passaram a ser vendidas em separado ou em conjuntos por preços muito convidativos. Com o plástico as figuras passaram a apresentar uma maior riqueza de detalhes, muito superior às figuras em chumbo.
Na década de 1960, devido ao perigo de intoxicação do chumbo, o chumbo foi proibido internacionalmente para a fabricação de brinquedos. Empresas como a William Britain, o mais antigo fabricante de miniaturas em metal (suas atividades se iniciaram em 1846), Timpo, Crescent e Cherilea passaram a fabricar suas miniaturas em plástico.
Nos anos seguintes o estanho foi considerado um metal não-tóxico e com as melhorias das técnicas de moldagem, aos poucos os antigos fabricantes voltaram a fabricar suas figuras em metal. Porém o mundo estava mudado. O sentimento antimilitarista que surgiu nos anos 1970 afastou muitas gerações das miniaturas militares em metal. Na Europa e nos Estados Unidos mães bem-intencionadas e preocupadas com a possibilidade de seus filhos se verem envolvidos em um conflito armado, passaram a evitar a todo custo qualquer brinquedo que pudesse despertar em seus filhos e netos qualquer simpatia pelo militarismo.

## Principais escalas

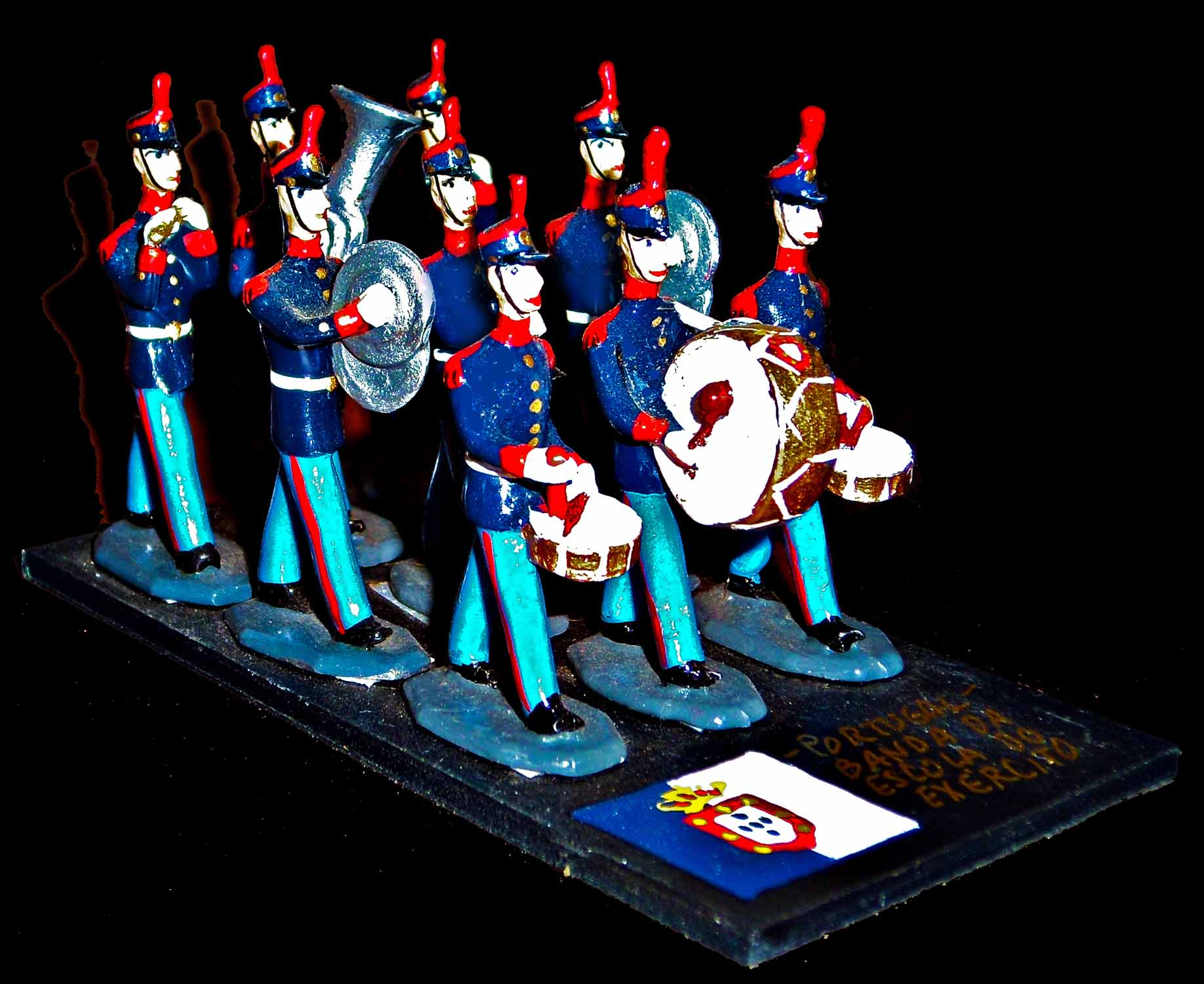
Representação de uma banda militar do Exército Português.

- 25 mm ou 1:87 (87 vezes menor que tamanho original)
- 28 mm
- 30 mm
- 32 mm ou 1:50
- 50 mm ou 1:35
- 54 mm ou 1:32
- 60 mm ou 1:28
- 70 mm
- 75 mm ou 1:24
- 80 mm ou 1:16
- 90 mm